# Butendiek
Butendiek (plattysk for uden for diget) er en havvindmøllepark cirka 34 km vest for friserøen Sild. Vindmølleparken med 80 vindmøller på hver 3,6 megawatt (MW) blev taget i brug i 2015 og leverer strøm med en maksimal effekt på 288 MW. Projektet var oprindeligt tænkt som en borgervindmøllepark, hvor personer fra hele området kunne tegne andele, men efter at projektet løb ind i finanseringsproblemer, blev det 2010 solgt til en privat investor (wpd). Butendiekerne har opført parken i overensstemmelse med Agenda 21-principper. Prisen for hele projektet er seks mia. kroner.
Eksperter har regnet ud, at vindparkens 80 vindmøller i løbet af et år kan spare energi, der svarer til cirka 960.000 tons brunkul, og 200.000 private husholdninger forsynes med strøm. De 60 kæmpemøller til projektet skal vedligeholdes fra den kommunalt ejede Rømø Havn.
Kritikere frygter, at turismen på øen vil skades.
Selv om Sild tilhører den nordfrisiske sprogområde (se Sölring), valgte investorerne et plattysk navn til projektet.